# 中央红色交通线旧址
中央红色交通线旧址主要包括位于福建省龙岩市孟良公祠、春生公祠、晏田祠，以及位于广东省汕头市的中央红色交通线旧址（汕头站）等建筑。“中央红色交通线”是土地革命战争时期，中共中央交通局为了加强中共中央与各苏区的沟通联系，方便运输人员物资情报，传达命令等而建立的秘密交通线。2019年10月16日，福建省龙岩市永定区、长汀县和广东省汕头市金平区等地区的中央红色交通线旧址建筑群被国务院核定并公布为第八批全国重点文物保护单位。

## 春生公祠
春生公祠位于长汀县涂坊镇赖坊村，始建于清代，建筑坐东南朝西北，砖木结构，穿斗抬粱式木构架，单檐悬山顶，由门楼、门坪、池塘、上下厅、天井、前围屋、横屋组成，占地1300余平方米，整体建筑布局严谨。曾是长汀县苏维埃政府的驻地。1931年8月，闽西特委、闽西苏维埃政府等从永定虎岗迁移到此，涂坊一度成为闽西苏维埃运动的指挥中心。同时春生公祠也是红色交通线的长汀县涂坊站旧址。

## 孟良公祠
孟良公祠位于福建省龙岩市永定区合溪乡溪南村，始建于16世纪中叶，1998年重修，为砖木结构，悬山顶，抬梁式架构，坐南朝北，占地面积约300平方米。当时是闽西唯一的交通中站，是通往闽西交通大站虎岗和前往上杭、汀州的一个重要通道。1931年12月周恩来曾在此短暂居住。

## 中央红色交通线旧址（汕头站）
中央红色交通线旧址（汕头站）位于广东省汕头市金平区海平路97号，是大革命时期中共中央红色交通线设在汕头的秘密交通站所在地，为三层楼高的骑楼式建筑。现此地已被改建为“中共中央至中央苏区秘密交通线汕头交通中站旧址”陈列馆。